# Nová Ves (Čistá)

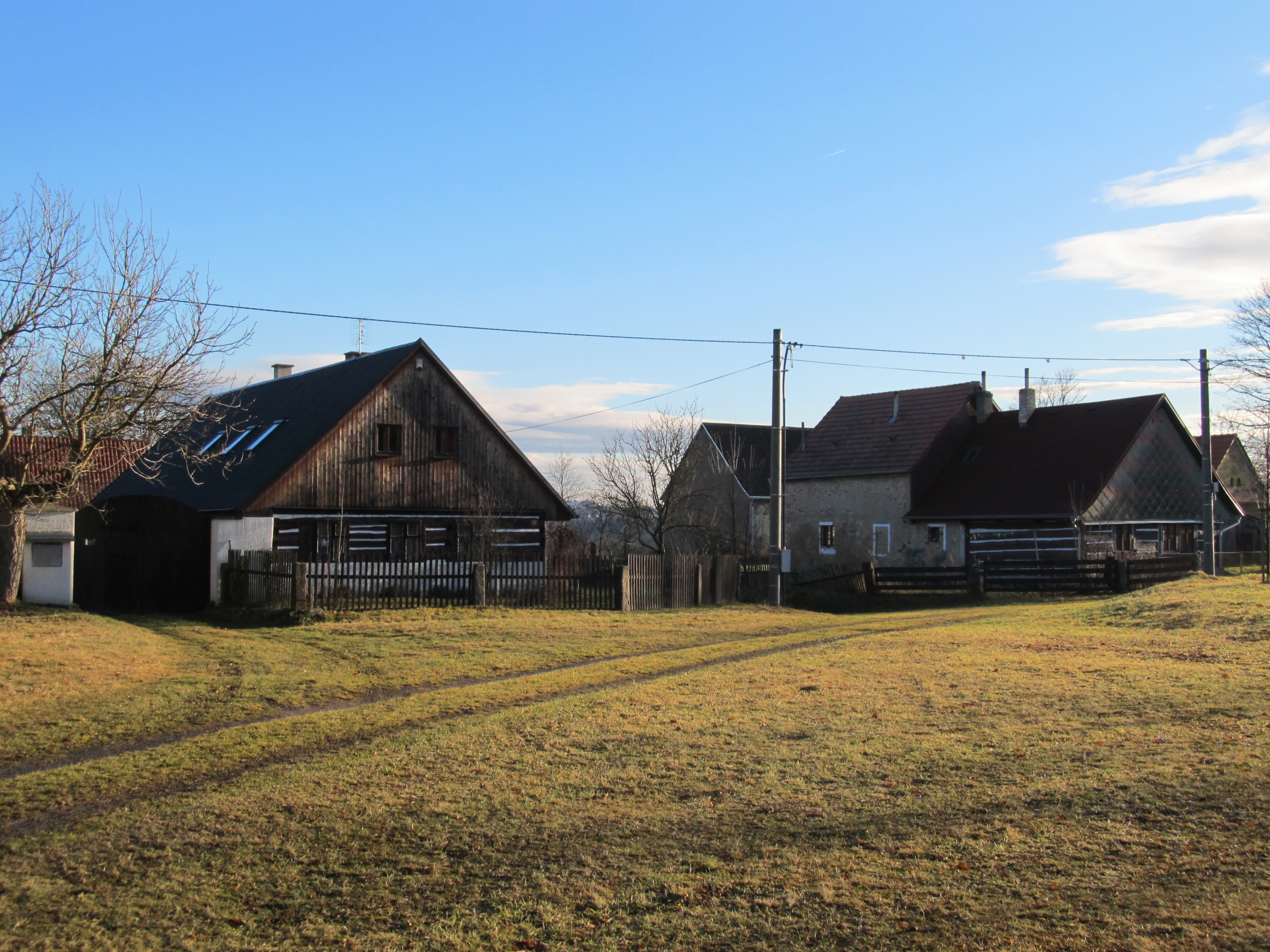
Ortsansicht

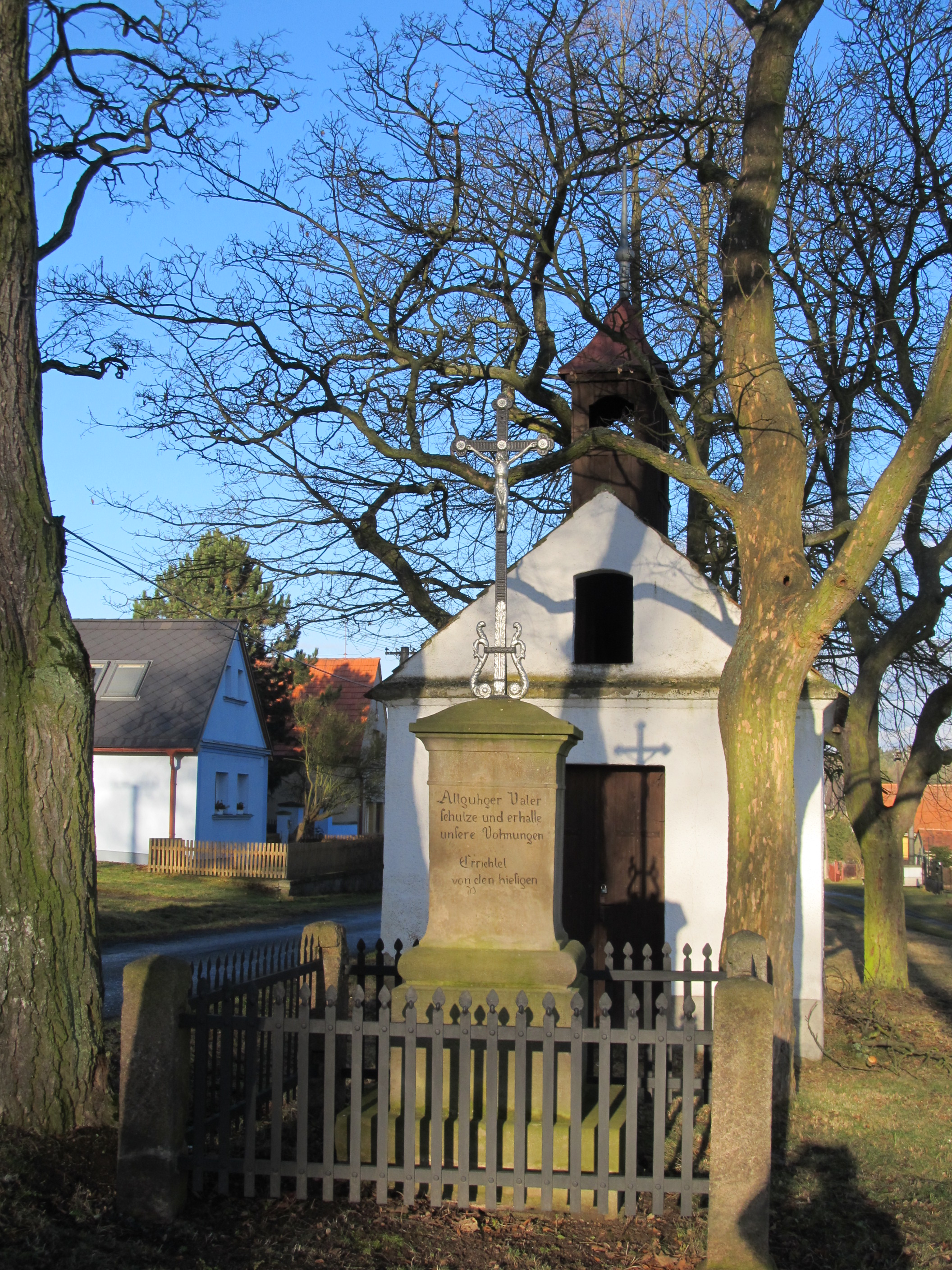
Kapelle und Kreuz auf dem Dorfplatz

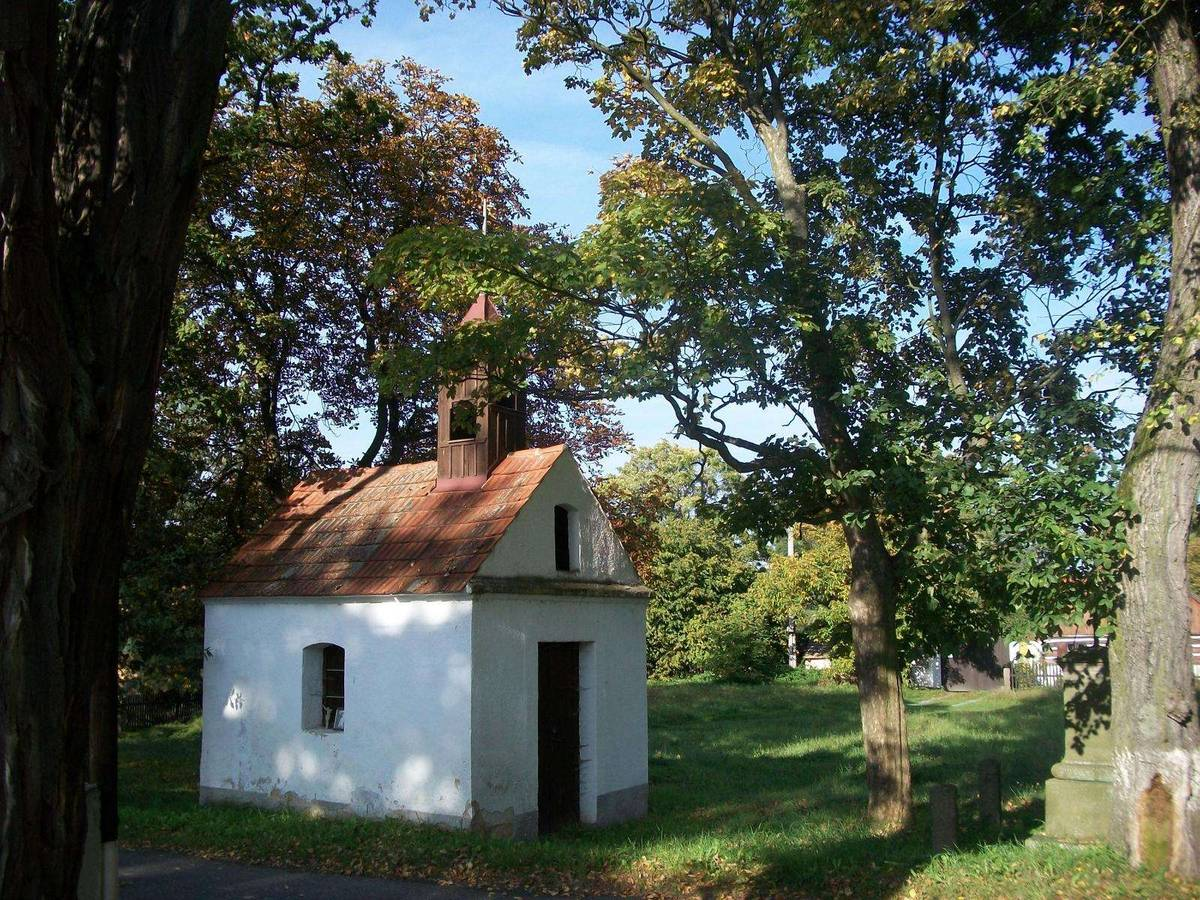
Kapelle

Nová Ves (deutsch Neu Wallisdorf) ist ein Ortsteil der Gemeinde Čistá (Tschistay) in Tschechien. Er liegt acht Kilometer nördlich von Kralovice (Kralowitz) und gehört zum Okres Rakovník.

## Geographie
Das Längsangerdorf Nová Ves befindet sich rechtsseitig über dem Tal des Baches Smrcký potok (Welhotenbach) in der Rakovnická pahorkatina (Rakonitzer Hügelland). Das Dorf liegt in waldreicher Gegend auf dem Gebiet des Naturparks Jesenicko. Westlich erhebt sich der Lhotský vrch (Welhotenberg; 606 m n.m.).
Nachbarorte sind Smrk im Norden, Velká Chmelištná (Groß Chmelischen) und Pod Pískovnou im Nordosten, Zdeslav (Deslawen) und Zdeslavský Dvůr (Deslawener Hof) im Osten, Kůzová (Wallisgrün) im Südosten, V Lukách und Strachovice (Strachowitz) im Süden, Vysoká Libyně (Hochlibin) im Südwesten, Zelený Důl (Grünthal) und Lhota (Welhoten) im Westen sowie Otěvěky (Nedowitz) im Nordwesten.

## Geschichte
Neuwallisdorf wurde 1779 durch den Besitzer der Herrschaft Hoch Libin, Stephan Olivier Reichsgraf von Wallis auf den emphyteutisierten Fluren des aufgehobenen Meierhofes Heinrichsdorf gegründet. Bis 1780 wurden in dem neuen Dorf 17 deutschsprachige Siedlerfamilien ansässig, die auf den herrschaftlichen Feldern und Wäldern robotpflichtig waren. In der Topographie des Königreichs Böhmen von 1785 wurde Neuwallisdorf ohne Angabe der Häuserzahl genannt. 1832 erbte Stephans Sohn Rudolf Olivier Graf von Wallis den Besitz, ihm folgte 1838 dessen Sohn Friedrich Olivier Graf von Wallis.
Im Jahre 1843 bestand das im Rakonitzer Kreis gelegene Dominikaldorf Neudorf, eigentlich Neu-Wallisdorf, aus 40 Häusern mit 293 Einwohnern, darunter acht jüdische Familien. Im Ort gab es eine Leinwandbleiche und ein Wirtshaus; abseits lag eine außer Betrieb stehende Pottaschensiederei. Pfarrort war Chmelischen. Bis zur Mitte des 19. Jahrhunderts blieb Neudorf der Allodialherrschaft Hoch-Libin untertänig, wobei eines der Häuser zum Gut Liboritz im Saazer Kreis gehörte.
Nach der Aufhebung der Patrimonialherrschaften bildete Neuwallisdorf / Nová Ves ab 1850 einen Ortsteil der Gemeinde Deslawen im Gerichtsbezirk Jechnitz. Im Zuge der Ablösung der Grunddienste hatte jeder der Häusler ab 1853 bis 1874 200 Gulden in Ratenzahlung zu entrichten. Ab 1868 gehörte Neuwallisdorf zum Bezirk Podersam. Im Jahre 1869 bestand das Dorf aus 39 Häusern und hatte 325 Einwohner. Bis in die 1870er Jahre erfolgte die Herstellung von Leinwand in Hausweberei; im Haus Nr. 32 befand sich die Faktorei. Zu dieser Zeit war die Köhlerei und Pechsiederei noch weit verbreitet. 1872 entstand die Schulgemeinde Neuwallisdorf, die auch die Dörfer Smrk und Wallisgrün umfasste. 1885 löste sich Neuwallisdorf von Deslawen los und bildete mit dem Ortsteil Wallisgrün eine eigene Gemeinde; beide Dörfer lagen nur 150 m entfernt.
Im Jahre 1900 hatte das Dorf Neuwallisdorf 257 Einwohner, 1910 waren es 291. Die Häuser reihten sich zu beiden Seiten des langgestreckten Angers aneinander. In dem auf der Hochebene auf wasserreichem Granit gelegenen Dorf herrschte ein raues Klima. Haupterwerbsquelle war die Landwirtschaft, hauptsächlich wurden Flachs und Getreide angebaut; die ertragsreichsten Fluren gehörten zum Meierhof Deslawen. Das Pecherhandwerk hatte seine Bedeutung verloren, betrieben wurde nur noch eine Pechsiederei. Teil von Neuwallisdorf war die 400 m nordöstlich gelegene Einschicht Bleiche mit sechs Häusern.
Nach dem Ersten Weltkrieg zerfiel der Vielvölkerstaat Österreich-Ungarn, Neuwallisdorf wurde 1918 Teil der neu gebildeten Tschechoslowakischen Republik. Beim Zensus von 1921 lebten in den 78 Häusern der Gemeinde Neu-Wallisdorf 336 Personen, darunter 330 Deutsche und fünf Tschechen. Davon entfielen 210 auf Neu-Wallisdorf (43 Häuser) und 126 auf Wallisgrün (35 Häuser). 1930 lebten in den 46 Häusern von Neu Wallisdorf 183 Personen, in der Gemeinde waren es 310. Nach dem Münchner Abkommen wurde Neu Wallisdorf im Oktober 1938 dem Deutschen Reich zugeschlagen und gehörte bis 1945 zum Landkreis Podersam. 1939 hatte die Gemeinde 262 Einwohner. Nach dem Ende des Zweiten Weltkrieges kam Nová Ves zur wiedererrichteten Tschechoslowakei zurück. Nach der Aussiedlung der meisten deutschen Bewohner wurde die Gemeinde mit Tschechen wiederbesiedelt. 1949 erfolgte die Umgliederung in den Okres Plasy. 1950 lebten in den 34 Häusern von Nová Ves nur noch 77 Personen. Bei der Gebietsreform von 1960 erfolgte die Aufhebung des Okres Plasy, Nová Ves wurde Teil des Okres Rakovník. Im selben Jahr erfolgte die Eingemeindung von Smrk und Lhota (mit Zelený Důl). Am 1. Januar 1980 wurde Nová Ves nach Čistá eingemeindet. Beim Zensus von 1991 lebten in den 33 Häusern von Nová Ves 31 Personen. 2011 hatte das Dorf zwölf Einwohner und bestand aus 29 Wohnhäusern.

## Ortsgliederung
Der Katastralbezirk Nová Ves u Rakovníka umfasst die Ortsteile Kůzová (Wallisgrün), Nová Ves und Smrk. Der Ortsteil Nová Ves bildet die Grundsiedlungseinheit Nová Ves díl 1.

## Sehenswürdigkeiten
- Kapelle mit hölzernem Glockentürmchen auf dem Dorfplatz
- Gusseisernes Kreuz auf hohem steinernem Sockel mit deutscher Inschrift, vor der Kapelle, errichtet von der Gemeinde
- Gedenkstein für die Gefallenen des Ersten Weltkrieges, an der Ortsgrenze mit Kůzová
- Gezimmerte Chaluppen Nr. 9 und 10
- Chaluppe Nr. 38 mit holzverschlagenem Giebel